# المرأة مع جرة المرمر
المرأة مع جرة المرمر: مريم المجدلية والكأس المقدسة هو كتاب كتبته مارغريت ستاربيرد في عام 1993، يدعي أن يسوع المسيح ومريم المجدلية متزوجان، وأن مريم المجدلية هي الكأس المقدسة.
طورت مارغريت ستاربيرد فرضية أن القديسة سارة كانت ابنة يسوع ومريم المجدلية وأن هذا كان مصدر الأسطورة المرتبطة بالعبادة في سانت ماريز دي لا مير. لقد صرحت (بشكل صحيح) أن اسم «سارة» يعني «أميرة» بالعبرية، وبالتالي (فمن المفترض) جعلها الطفلة المنسية لـ«سانغ ريال»، الصلة الملكية بملك اليهود.
الكتاب مذكور في رواية شيفرة دا فينشي، وهي من أكثر الكتب مبيعًا دوليًا للكاتب دان براون. استفاد كلا الكتابين من نظرية الدم الملكية من الدم المقدس والكأس المقدسة.
تم انتقاد الكتاب لاحتوائه على نظريات تستند إلى تقاليد وفن العصور الوسطى، بدلًا من المعالجة التاريخية للكتاب المقدس.